# 職業訓練指導員 (築炉科)
職業訓練指導員 (築炉科)（しょくぎょうくんれんしどういん ちくろか）は、職業訓練指導員免許のうちの1つ。厚生労働省管轄。

## 受験資格
職業訓練指導員免許の受験資格と試験免除を参照。築炉技能士、れんが積み技能士の保有者など。

## 試験科目
学科試験
1. 指導方法（職業訓練原理、教科指導法、訓練生の心理、生活指導及び職業訓練関係法規）
2. 関連学科

- 系基礎学科
  - 建築工学（建築構造、建築設備、建築製図、建築仕上法、関係法規）
  - 安全衛生（安全管理、衛生管理）
- 専攻学科
  - 窯炉（窯炉、燃料及び燃焼）
  - 材料（築炉用材料）
  - 築炉法（材料加工法、築炉法、仕様及び積算）

実技試験
1. 築炉